# Kerkhof van Esquelmes
Het Kerkhof van Esquelmes is een gemeentelijke begraafplaats in het Henegouwse dorp Esquelmes, een deelgemeente van Pecq. Het kerkhof ligt in het dorpscentrum rond het kerkje gewijd aan Sint-Eleuthère.

## Britse oorlogsgraven
Op het kerkhof liggen 10 Britse militaire graven met gesneuvelden uit de Eerste Wereldoorlog. Zij kwamen om tijdens het geallieerde eindoffensief in oktober en november 1918. De graven liggen verspreid rond en tegen de kerk en worden onderhouden door de Commonwealth War Graves Commission waar ze geregistreerd staan onder Esquelmes Churchyard.